# Vodeane, Sînelnîkove
Vodeane (în ucraineană Водяне) este un sat în comuna Starovîșnîvețke din raionul Sînelnîkove, regiunea Dnipropetrovsk, Ucraina.

## Demografie
Componența lingvistică a localității Vodeane
     Ucraineană (93,27%)
     Rusă (5,77%)
Conform recensământului din 2001, majoritatea populației localității Vodeane era vorbitoare de ucraineană (93,27%), existând în minoritate și vorbitori de rusă (5,77%).